# Jan Mølby
Jan Mølby (4. juli 1963 i Kolding) er en dansk tidligere professionel fodboldspiller og træner, der i dag arbejder som fodboldkommentator i tv. Mølby er især husket for sin tid som spiller i den engelske klub Liverpool F.C.
Jan Mølby er optaget i Fodboldens Hall of Fame.

## Spillerkarriere

### Profil
Mølby var en teknisk stærk og boldsikker spiller, der havde et godt blik for spillets udvikling og med sine lange, præcise pasninger var i stand til at vende forsvar til angreb på et øjeblik. Mølbys store fysik var både hans styrke og svaghed; modstanderne havde vanskeligt ved at tage bolden fra ham, men han var mindre bevægelig og løbestærk end andre midtbanespillere.[kilde mangler]

### Liverpool F.C.
Mølby var i årene 1984-96 central midtbanespiller i Liverpool F.C., hvor han i alt spillede 292 kampe og scorede 63 mål, heraf 42 på straffespark. Mølby kaldes af Liverpool-fans "The Great Dane"[kilde mangler] og regnes i dag for en klublegende i Liverpool. Mølby fik en testimonial match af Liverpool ved sin karrieres afslutning og var den første udlænding i engelsk fodbold, der modtog en sådan.
I Liverpool scorede Mølby et mål mod Manchester United F.C., der gik over i Liverpools klubhistorie; efter at have erobret bolden omkring midterlinjen løb Mølby en halv banelængde og skød bolden op i Uniteds målhjørne. Kampen blev ikke transmitteret i fjernsynet, men det viste sig, at Ron Atkinson ejede en film af målet.

### Danmarks landshold
Trods sine kvaliteter fik Mølby ikke en stor landsholdskarriere, dels grundet en række skader,[kilde mangler] dels som følge af et anstrengt forhold til landstræner Richard Møller Nielsen.

### Titler
- Hollandsk mester og pokalvinder (1983)
- Engelsk mester (1986, 1988 og 1990)
- Engelsk pokalvinder (1986, 1989 og 1992)

## Trænerkarriere
Mølby var spillende træner for Swansea City i perioden 1996-98. I perioden 1999-2004 var han i flere omgange manager for den engelske 2. divisionsklub Kidderminster Harriers F.C. og nåede i samme tidsrum også at være manager for Hull City (2002-2003).[kilde mangler]

## Efter fodboldkarrieren
I dag arbejder Mølby blandt andet som kommentator på tv-stationen TV3+ i forbindelse med fodboldlandskampe og Champions League-kampe. Mølby har også været brugt på den engelske tv-station BBC.
I 2015 slog han helt sensationelt den femdobbelte verdensmester i dart, Eric Bristow, i en velgørenhedskamp i netop dart. 